# ディジタル・デザイン・テクノロジ
『ディジタル・デザイン・テクノロジ』はCQ出版社が2009年5月から2012年10月まで出版していたデジタル回路技術者向けの雑誌である。創刊号にはFPGAの基板が付録についていた。

## 概要
休刊になった『Design Wave Magazine』を引き継ぐ形で2009年5月に創刊。FPGA・VHDL・verilog・IPコア・マイクロプロセッサなどデジタル回路に関する誌面構成だった。15号で休刊になった。翌年に『FPGAマガジン』が創刊された。